# 广普镇
广普镇，是中华人民共和国重庆市璧山区下辖的一个乡镇级行政单位。

## 行政区划
广普镇下辖以下地区：
普兴社区、坪中村、周家村、白杨村、大石塔村、马鞍村、白鹤村、护普村和金龙村。